# 59 (getal)
59 is het natuurlijk getal dat na 58 en voor 60 komt.

## Wiskunde
59 is het 17de priemgetal. Het volgende is 61, waardoor ze samen een priemtweeling zijn. 59 is het tweede irreguliere priemgetal.

## Overig
59 is ook:
- Het jaar A.D. 59 en 1959.
- Het atoomnummer van het scheikundige element praseodymium (Pr).